# Lasiopa villosa
Lasiopa villosa är en tvåvingeart som först beskrevs av Fabricius 1794.  Lasiopa villosa ingår i släktet Lasiopa och familjen vapenflugor. Inga underarter finns listade i Catalogue of Life.